# Wir sind das Volk (Brettspiel)
Wir sind das Volk! ist ein im Jahr 2014 im Verlag Histogame erschienenes Brettspiel für zwei Personen von Peer Sylvester und Richard Sivél. Thema des Spiels ist die Deutsche Teilung zwischen 1949 und 1989. Der Titel spielt auf den zur Zeit der Wende und friedlichen Revolution geprägten Slogan Wir sind das Volk an. Das Spiel wurde 2015 in der Kategorie der Zwei-Spieler-Spiele mit dem International Gamers Award ausgezeichnet.
Im Jahr 2017 erschien die Erweiterung „2+2“, die das Spiel unter Einbeziehung der Supermächte USA und Sowjetunion zu viert ermöglicht.

## Spielverlauf
Die Spieler stehen sich als Staatsoberhäupter der Bundesrepublik Deutschland und der Deutschen Demokratischen Republik gegenüber und müssen durch vielfältige Aktionen die wirtschaftliche Entwicklung ihres Landes sicherstellen und innere Unruhen bewältigen. Hierbei beeinflussen sich die beiden Seiten gegenseitig. 
Die Aktionen werden dabei durch zahlreiche Ereigniskarten ausgelöst, die historische Ereignisse widerspiegeln. Nach seiner Wahl kann ein Spieler also z. B. als Bundesrepublik das Wirtschaftswunder auslösen, die DDR den Beitritt zum Warschauer Pakt erklären lassen oder etwa die Rede des US-Präsidenten John F. Kennedy in Berlin 1963 herbeiführen. Das Spiel knüpft dabei äußerst nah an die historische Entwicklung an, lässt aber Abweichungen zu.
Das Spielbrett orientiert sich an der historischen Karte des geteilten Deutschlands mit den Ländern der Bundesrepublik und der DDR vor der Bezirksreform 1952. Geringfügige Abweichungen ergeben sich aus der Anpassung an den Spielmechanismus.

## Rezeption
Das Handelsblatt testete das Spiel und stellte fest, dass die Spielchancen ungleich verteilt sind: Der Westen hat – der Geschichte folgend – die besseren Gewinnchancen, während die Herausforderung für den Ostspieler darin besteht, einen Zusammenbruch seines Staats zu verhindern. Das Fazit lautete:

„Für einen kurzen Spiele-Abend ist ‚Wir sind das Volk!‘ nichts: Es richtet sich an Vielspieler, ist komplexer als etwa ‚Siedler von Catan‘ oder ‚Seven Wonders‘, andererseits nicht so umfassend wie manche historischen Wargames, die gerne mal zehn Stunden dauern.
Wer die deutsch-deutsche Geschichte nacherleben will, wird mit dem Spiel Spaß haben. Wem es aber wichtig ist, nicht nur regeltechnisch, sondern auch fühlbar zu gewinnen, sollte sich den Kauf überlegen – oder immer den Westen spielen.“

Im Gegensatz dazu entdeckte ein Spieler kurz nach Veröffentlichung eine bis dahin regelkonforme Strategie, die es der DDR ermöglichte, fast immer zu gewinnen und hat damit eine Ungleichheit zugunsten der DDR festgestellt. Die Regeln wurden daraufhin 2015 vom Spieleautor Peer Sylvester angepasst und eine offizielle Regeländerung veröffentlicht.